# William Wilfred Campbell
William Wilfred Campbell (Berlino, 1858 – Ottawa, 1918) è stato un poeta canadese.
Fattosi pastore anglicano nel 1885, lasciò la tonaca nel 1891. Tra le sue opere si ricordano soprattutto Poesie raccolte (1905) e Tragedie poetiche (1908).